# Lijst van gotische gebouwen in Limburg (Nederland)
Dit is een (onvolledige) lijst van de gebouwen die in de gotische stijl zijn gebouwd in de Nederlandse provincie Limburg. 
Vaak zijn de gebouwen niet volledig in gotische stijl gebouwd, in dat geval worden enkel de gegevens van het gotische gedeelte gegeven.
| Naam                                                          | Functie                                      | Start bouw (jaar)                           | Voltooid (jaar)        | Stijl                            | Huidige staat                            | Oorspronkelijke hoogte (m) | Huidige hoogte (m) | Lengte (m) | Breedte (m) | Stad       | Straat                                                                        | Afbeelding |
| ------------------------------------------------------------- | -------------------------------------------- | ------------------------------------------- | ---------------------- | -------------------------------- | ---------------------------------------- | -------------------------- | ------------------ | ---------- | ----------- | ---------- | ----------------------------------------------------------------------------- | ---------- |
| Molenstraat 11                                                | Woonhuis                                     | 16e eeuw                                    | 16e eeuw               | Laat gotisch                     | gerestaureerd                            | ?                          | ?                  | ?          | ?           | Gennep     | Molenstraat 11                                                                |            |
| Het Petershuis                                                | Woonhuis                                     | 17e eeuw                                    | 19e eeuw               | Laat gotisch                     | gerestaureerd                            | ?                          | ?                  | ?          | ?           | Gennep     | Niersstraat 2                                                                 |            |
| Oude parochiekerk                                             | parochiekerk                                 | 13e eeuw                                    | 17e eeuw               | Gotiek                           | gerestaureerd                            | ?                          | ?                  | ?          | ?           | Heerlen    | Hoofdstraat 63                                                                |            |
| Oude Sint-Salviuskerk                                         | Koor Noordmuur (van zaalkerk) Toren Zuidbeuk | 10e/11e eeuw                                | 15e eeuw               | Laat-Romaans Romanogotiek Gotiek |                                          | ?                          | ?                  | ?          | ?           | Limbricht  | Platz 2                                                                       |            |
| Portaal van de Basiliek van Onze-Lieve-Vrouw-Tenhemelopneming | Portaal                                      | 15e eeuw                                    | 15e eeuw               | Gotiek                           | Gerestaureerd                            | ?                          | ?                  | ?          | ?           | Maastricht | Onze-Lieve-Vrouweplein                                                        |            |
| Kapel bij begijnhof                                           | Kapel                                        | 1489                                        | 1662                   | (Laat)gotisch                    | Gerestaureerd                            | ?                          | ?                  | ?          | ?           | Maastricht | Zwingelput 2                                                                  |            |
| Dinghuis                                                      | Ding                                         | ± 1470                                      | ± 1470                 | Gotiek                           | Uitgebouwd Gerestaureerd                 | ?                          | ?                  | ?          | ?           | Maastricht | Kruising van de Muntstraat, de Grote Staat, de Kleine Staat en de Jodenstraat |            |
| Dominicanenkerk                                               | Kerk                                         | Eind jaren 1260                             | Laatste kwart 13e eeuw | Gotiek                           | Gerestaureerd                            | ?                          | ?                  | ?          | ?           | Maastricht | Dominicanerkerkstraat 1                                                       |            |
| Sint-Janskerk                                                 | Parochiekerk                                 | begin 14e eeuw                              | 15e eeuw               | Maasgotiek                       | Gerestaureerd Toren herbouwd             | ?                          | ?                  | ?          | ?           | Maastricht | Vrijthof                                                                      |            |
| Kruisherenkerk                                                | Kloosterkerk                                 | ?                                           | ?                      | Gotiek                           | Gerestaureerd thans hotel                | ?                          | ?                  | ?          | ?           | Maastricht | Kruisherengang 21                                                             |            |
| Kruisherenklooster                                            | Klooster                                     | ?                                           | ?                      | Gotiek                           | Gerestaureerd thans hotel                | ?                          | ?                  | ?          | ?           | Maastricht | Kruisherengang 21                                                             |            |
| Uitbouw van de Sint-Servaasbasiliek                           | Portaal en zijbeuken                         | 13e eeuw                                    | 14e eeuw               | Maasgotiek                       | Gerestaureerd                            | ?                          | ?                  | ?          | ?           | Maastricht | Vrijthof                                                                      |            |
| Basiliek van het H. Sacrament                                 | Kerk                                         | ?                                           | ?                      | Maasgotiek                       | Gerestaureerd                            | ?                          | ?                  | ?          | ?           | Meerssen   | Markt bij 25                                                                  |            |
| Sint-Lambertuskerk                                            | Kerk                                         | 1467                                        | ?                      | Brabantse gotiek                 | Uitgebreid / gerestaureerd               | ?                          | ?                  | ?          | ?           | Nederweert | Kerkstraat 58                                                                 |            |
| Luifelstraat 34                                               | Woonhuis                                     | 1572                                        | 1572                   | Laatgotiek                       | Gerestaureerd                            | ?                          | ?                  | ?          | ?           | Roermond   | Luifelstraat 34                                                               |            |
| Minderbroedersstraat 2                                        | Woonhuis                                     | Late middeleeuwen                           | Late middeleeuwen      |                                  | Gerestaureerd Voorgevel van latere datum | ?                          | ?                  | ?          | ?           | Roermond   | Minderbroedersstraat 2                                                        |            |
| Nederlands Hervormde Minderbroederskerk                       | Kerk                                         | 14e of 15e eeuw Mogelijke 13e-eeuwse resten | 14e of 15e eeuw        | Gotiek                           | Gerestaureerd                            | ?                          | ?                  | ?          | ?           | Roermond   | Minderbroederssingel bij 15F                                                  |            |
| Sint-Christoffelkathedraal                                    | Kathedraal                                   | 1410                                        | ?                      | Laatgotiek                       | Gerestaureerd                            | ?                          | ?                  | ?          | ?           | Roermond   | Grote Kerkstraat bij 29                                                       |            |
| Sint-Petrus' Stoel van Antiochiëkerk                          | Kerk                                         | 14e eeuw                                    | 14e eeuw               | Maasgotiek                       | Gerestaureerd                            | ?                          | ?                  | ?          | ?           | Sittard    | Kerkplein 1                                                                   |            |
| Grote of Sint-Martinuskerk                                    | Kerk                                         | 1410                                        | 1610                   | Gotiek                           | Gerestaureerd                            | ?                          | ?                  | ?          | ?           | Venlo      | Grote Kerkstraat 40                                                           |            |
| Huize Ottenheym                                               | Handelshuis                                  | ?                                           | ?                      | Laatgotiek                       | Gerestaureerd                            | ?                          | ?                  | ?          | ?           | Venlo      | Vleesstraat 7 en 9                                                            |            |
| Romerhuis                                                     | Woonhuis                                     | 1521                                        | 1521                   | Laatgotiek                       | Gerestaureerd                            | ?                          | ?                  | ?          | ?           | Venlo      | Wijngaardstraat 2                                                             |            |
| Sint-Martinuskerk                                             | Kerk                                         | voor 1456                                   | eind 16e eeuw          | Kempense gotiek                  | Toren incompleet pas na 1960 af gebouwd  | ?                          | ?                  | ?          | ?           | Weert      | Markt 8                                                                       |            |